# Hugo Viera
Hugo Viera (* 20. Jahrhundert in Lissabon) ist ein portugiesischer Choreograf.

## Leben
Viera studierte Tanz auf der Nationalen Ballettschule von Portugal und später bei Rosella Hightower in Cannes. Nach einem Studium in Paris bei Gilbert Meyer und Jaqueline Fynaert war er Mitglied des Portugiesischen Nationalballetts. Später war er beim Karlsruher Ballett tätig und gastierte mit unterschiedlichen Kompanien in Deutschland, Portugal, England und Österreich. Er trat in Choreografien von William Forsythe, Itzik Galili, Vasco Wellenkamp, Jiří Kylián, Rui Horta, Nacho Duato und Olga Roriz auf.
Schon während seiner Zeit als Tänzer schuf Hugo Viera eigene Choreografien. Er war Finalist beim Internationalen Wettbewerb für Choreografen in Hannover und beim Solo-Tanz-Theater Festival Stuttgart, nahm am International Arts Festival Macau in China teil und kreierte ein Stück für die Noverre-Gesellschaft Stuttgart.
Danach schuf Hugo Viera Choreografien für das Ballett Karlsruhe, das Ballett Braunschweig, das Opernhaus Hannover, Dançarte, die Nationale Ballettschule von Portugal, das Tiroler Landestheater Innsbruck, ICZ – Leipzig, das Ballett der Theater & Philharmonie Thüringen und das Kroatische National Ballett in Zagreb.